# Sanctuaire faunique de Govind Pashu Vihar
Le sanctuaire faunique de Govind Pashu Vihar (anglais : Govind Pashu Vihar Wildlife sanctuary) est un refuge faunique, créé en 1955, situé dans le nouvel État de l'Uttarakhand en Inde (autrefois il faisait partie de l'Uttar Pradesh).